# Apalolo – Saniuta
Apalolo – Saniuta – miejscowość w Tuvalu, położona na wyspie Vaitupu.
Osada ma powierzchnię 1,19 km². W 2001 roku zamieszkiwało ją 229 osób, a w 2012 roku – 263.